# تسوباسا سانو
تسوباسا سانو (باليابانية: 佐野 翼) (مواليد 18 أكتوبر 1994) هو لاعب كرة قدم ياباني.

## وصلات خارجية
- تسوباسا سانو على موقع رابطة كرة القدم اليابانية للمحترفين (اليابانية)
- تسوباسا سانو على موقع قاعدة بيانات كرة القدم.إي يو (الإنجليزية)
- تسوباسا سانو على موقع Soccerway.com (الإنجليزية)
- تسوباسا سانو على موقع عالم كرة القدم.نت (الإنجليزية)